# Svenska utlandsskolor
Svenska utlandsskolor är skolor som motsvarar grundskola eller gymnasieskola, och som undervisar utlandssvenska barn.